# Eocencnemus gedanicus
Eocencnemus gedanicus  (лат.) — ископаемый вид мелких хальцидоидных наездников рода Eocencnemus из семейства Encyrtidae. Обнаружен в европейских ископаемых останках (Европа, Польша, балтийский янтарь, поздний эоцен, 40 млн лет). Длина тела 0,82 мм, длина головы 0,18 мм, длина переднего крыла 0,675 мм. Булава усика 3-члениковая, следующие 1-4-й членики жгутика почти квадратные. Основная окраска тела красновато-металлическая. 
Вид Eocencnemus gedanicus был впервые описан в 2014 году украинским энтомологом Сергеем Анатольевичем Симутником (Институт зоологии им. И. И. Шмальгаузена НАН Украины, Киев, Украина) и назван по латинскому названию Гданьска (голотип найден в коллекции Гданьского университета).